# Серхіо Ортега
Се́рхіо Орте́га (ісп. Sergio Ortega; 2 лютого 1938 — 15 вересня 2003) — чилійський композитор і поет.

## Біографія
Народився у місті Антофагаста, Чилі. Вчився у Густаво Бесерра-Шмідта. Найвідомішими його піснями є «Венсеремос» і «El pueblo unido …». Оформив передвиборчу програму Сальвадора Альєнде в серію пісень, альбом з якими записала група Inti-Illimani. Також Ортега написав безліч інших творів для виконавців «нової пісні» Чилі. Був автором і великих творів, у тому числі трилогії про Французьку революцію і опери за поемою «Зірка і смерть Хоакіна Мур'єти» Пабло Неруди. 
Після перевороту 1973 року емігрував, працював у Парижі, був директором Національної школи музики. 1977 року Ортега відвідав СРСР, узяв участь у фестивалі "Червона гвоздика". У його класах та майстер-класах брали участь Густаво Баез (Gustavo Baez), Міртру Ескалона-Міхарес (Mirtru Escalona-Mijares), Крістін Груль (Christine Groult), Адольфо Каплан (Adolfo Kaplan), Сергей Кутанін (Sergey Kutanin), Артур Лавілья (Arthur Lavilla), Клем Мункала (Clem Mounkala), Чаньярал Ортега-Міранда (Chanaral Ortega-Miranda), Мартін Павловскі (Martin Pavlovsky)], Клер-Мелані Сіннхубер (Claire-Melanie Sinnhuber) та ін.